# No Exit
No Exit es el cuarto álbum de la banda estadounidense de metal progresivo Fates Warning, editado en 1988. Fue el álbum más popular de la banda, al llegar al puesto 111 del Billboard 200 y permaneciendo en la lista durante trece semanas, más que ningún otro disco de Fates Warning.
Este álbum marca una transición, no solamente por la salida de John Arch y su reemplazo por Ray Alder, sino también en la parte musical, con tendencias de la música progresiva sin aminorar los riffs característicos del heavy metal, lo que da como resultado un álbum un tanto complejo. Fue reeditado el 4 de septiembre de 2007 celebrando el 25º aniversario del sello Metal Blade Records, incluyendo tres nuevas canciones y un DVD extra.

## Lista de canciones
Toda la música compuesta por Fates Warning. 
| N.º   | Título | Letras                           | Duración                                      |  |
| 1.    | «No Exit» | Matheos                          | 0:41                                          |  |
| 2.    | «Anarchy Divine» | Aresti/Matheos                   | 3:46                                          |  |
| 3.    | «Silent Cries» | Aresti/DiBiase/Matheos/Zimmerman | 3:17                                          |  |
| 4.    | «In a Word» | Aresti                           | 4:25                                          |  |
| 5.    | «Shades of Heavenly Death» | Aresti/DiBiase/Matheos/Zimmerman | 5:56                                          |  |
| 6.    | «The Ivory Gate of Dreams» 1. «Innocence» 2. «Cold Daze» 3. «Daylight Dreamers» 4. «Quietus» 5. «Ivory Tower» 6. «Whispers on the Wind» 7. «Acquiescence» 8. «Retrospect» | Matheos                          | 21:25 1:12 2:15 3:06 4:24 3:17 2:24 4:23 0:56 |  |
| 40:10 | |                                  |                                               |  |

| Reedición de 2007 |                                       |         |          |  |
| N.º               | Título                                | Letras  | Duración |  |
| 7.                | «Quietus» (Demo)                      | Matheos | 3:59     |  |
| 8.                | «The Ivory Gate of Dreams» (Outake 1) | Matheos | 2:04     |  |
| 9.                | «The Ivory Gate of Dreams» (Outake 2) | Matheos | 3:14     |  |

### DVD
1. En directo y detrás de los escenarios de la gira No Exit - 1 hora aprox.
2. Vídeo de «Silent Cries»
3. Vídeo de «Anarchy Divine»
4. «Valley of the Dolls» (directo en Filadelfia, 1988)

## Personal
- Ray Alder - Voz
- Jim Matheos - Guitarra
- Frank Aresti - Guitarra
- Joe DiBiasse - Bajo
- Steve Zimmerman - Batería
- Roger Probert - Producción